# Некрасовская (Красноборский район)
Некрасовская — деревня в Красноборском районе Архангельской области. Входит в состав Алексеевского сельского поселения.

## География
Находится в юго-восточной части Архангельской области на расстоянии приблизительно 1 км на юго-восток по прямой от административного центра района села Красноборск на левобережье реки Северная Двина.

## История
В 1859 году здесь (территория Сольвычегодского уезда Вологодской губернии) было учтено 2 двора в деревне Некрасовская 1-я и столько же в деревне Некрасовская 2-я.

## Население
Численность населения: 8 человек в деревне Некрасовская 1-я и 13 в деревне Некрасовская 2-я (1859 год), 0 как в 2002 году, так и в 2010.